# Legami (romanzo)
Legàmi (titolo originale Mercy of a Rude Stream, From Bondage) è un romanzo autobiografico pubblicato postumo nel 1996 dello scrittore statunitense Henry Roth ed è il terzo della serie di quattro libri intitolata Alla mercé di una brutale corrente. Anche qui si racconta di Ira Stigman, della sua amicizia con Larry, con il quale parte in autostop, dell'esperienza del City College di New York, dove entrambi i ragazzi sono innamorati dell'insegnante Edith. Gli amori adolescenziali sono al centro del romanzo di formazione, inclusi quelli per la sorella Minnie e per la cuginetta Stella, ma anche le scoperte della letteratura e del modernismo (soprattutto l'Ulysses di James Joyce e le opere di T.S. Eliot).

## Trama
Estate del 1925. Ira e Larry Gordon partono in autostop per una vacanza che ha come destinazione Spring Valley, dove Louis, lo zio prediletto di Ira, un tempo socialista appassionato, è divenuto proprietario di un albergo. L'accoglienza dello zio e di sua moglie Sarah è sorprendentemente fredda e formale, dato che i due ragazzi vengono alloggiati in un campeggio militare distante dall'albergo.
I due ragazzi hanno terminato il primo anno di università e si trovano in condizioni di spirito diverse.
Larry ha appena perso il padre, ha deciso di lasciare il prestigioso City College e proseguire gli studi alla New York University e sta pensando di lasciare anche la famiglia per dimostrare indipendenza e maturità ad Edith, la professoressa di inglese con la quale ha una relazione d'amore.
Ira, anche lui affascinato da Edith, è consapevole di essere "diverso" da Larry - raffinato e intellettuale - e dai suoi problemi, perché le sue origini sono umili - un immigrato dalla Galizia che abita nei bassifondi dell'East Side - e perché ha ribrezzo dei suoi passati rapporti inconfessabili con la sorella Minnie e presenti con la cugina Stella.
Durante la notte un fattorino dell'albergo porta un telegramma per Larry, nel quale si annuncia il ritorno di Edith dal viaggio in Europa.

## Personaggi

### La famiglia di Ira
- Ira Stigman
- Chaim (Herman) Stigman, padre di Ira
- Leah, madre di Ira
- Minnie, sorella di Ira

### La famiglia della madre Leah
- Mamie, sorella di Leah
- Zaida (Ben Zion Farb), padre di Leah, ospite di Mamie
- Stella, figlia di Mamie
- Sadie, sorella di Leah
- Moishe (Morris), detto Moe, fratello di Leah
- Harry, fratello di Leah

### La famiglia del padre Chaim
- Katche, sorella di Chaim
- Schnapper, marito di Katche
- Gabe, fratello di Chaim, immigrato a Saint Louis
- Jacob, fratello di Chaim, immigrato a Chicago
- Louis (zio Louie), figlio di Katche, albergatore a Spring Valley
- Sarah, moglie di Louis

### Gli amici di Ira
- Larry Gordon
- Edith Welles, insegnante di inglese
- Iola, amica di Edith
- Richard Smithfield, fidanzato di Iola
- John Vernon

## Edizioni
- Henry Roth, Legàmi. Alla mercé di una brutale corrente III, traduzione di Marco Papi, Garzanti, 1997,  p. 444, ISBN 88-11-66309-1.